# Лимнелл, Фредрика
Фредрика Лимнелл (швед. Fredrika Limnell; 16 июля 1816, Хернёсанд — 12 сентября 1892, Клара, Стокгольмское обер-губернаторство) — шведская феминистка, филантроп, меценат и хозяйка литературного салона.

## Личная жизнь
Фредрика родилась в городе Хернёсанд, в семье лектора Улофа Бредрика Форссберга и Катрины Маргарет Сведбум. У нее было две сестры, но обе они умерли в детстве.
Фредрика выросла в литературной семье, и у нее была возможно развивать свои литературные и музыкальные таланты. До своего замужества Фредрика какое-то время была обручена с шведским поэтом Андерсом Графстрёмом, но их помолвка была разорвана по её инициативе. В 1842 году она вышла замуж. В браке у Лимнелл родилось двое сыновей. После смерти первого мужа она вновь вышла замуж. Вместе с новым мужем они построили эксклюзивную летнюю виллу Villa Lyran, которая сохранилась до наших дней.

## Деятельность в области культуры
Ещё во время своего первого брака Фредрика переехала в Стокгольм, где стала хозяйкой литературного салона. Она была благотворительницей для деятелей искусства. Так, например, она частично оплатила путешествие Фредрики Бремер в Палестину и финансово поддерживала Сельму Лагерлёф, чтобы та могла сконцентрироваться на работе. Её салон был открыт для элиты от мира искусства и, впоследствии, собирал своих гостей на Villa Lyran. Среди гостей её салона были Софи Адлерспаре, Йенни Линд, Виктория Бенедиктсон, Аманда Керфштедт, Карл Давид аф Вирсен, Эмиль Шёгрен, Кристина Нильсон и Генрик Юхан Ибсен. Салон также иногда посещал Оскар II.
Limnellska salongen, то есть салон Лимнелл, был популярен в 1870-1880-х годах и получил известность в качестве гостеприимного центра шведской культурной элиты. Ее сын, композитор Уильям Сведбом, организовывал в салоне званые вечера, а известный лектор Понтус Викнер читал там лекции по философии. Сама Фредрика приглашала в свой салон начинающих авторов читать свои произведения или просила актёров читать их работы посетителям. В том числе Сельма Лагерлёф зачитывала в салоне Фредрики отрывки из своей «Саги о Йёсте Берлинге» до того, как произведение вышло в печать. Иногда и сама хозяйка вслух читала поэмы начинающих поэтов.

## Общественная деятельность
Семья Фредрики владела доходным бизнесом, который позволял ей финансово поддерживать не только писателей, но и феминистское движение Швеции, а также несколько других социальных проектов, включая социальную работу и благотворительность.
Уже в 1850-х годах Лимнелл была заинтересована в улучшении политического, экономического и юридического положения женщин, поэтому многие женские организации проводили свои встречи в её салоне. В 1853 году Лимнелл вместе с Фредрикой Бремер основала Стокгольмский женский фонд заботы о детях (Stockholms fruntimmersförening för barnavård). Как член правления нескольких благотворительных организаций, она инициировала создание нескольких стипендий для студенток.
Фредрика была центральной фигурой стокгольмского высшего общества и участвовала в нескольких разных организациях феминистской и социальной направленности. Ее общественная деятельность сыграла важную роль в культурной жизни и социальном развитии Швеции того времени. В 1853 году она была секретарем «Стокгольмского женского фонда заботы о детях», в 1873 году входила в состав правления «Ассоциации по защите прав замужних женщин на собственность» (Föreningen för gift kvinnas äganderätt), в 1884 году была членом правления Союза Фредрики Бремер, а также состояла в правлении таких организаций, как «Ассоциация рабочих» ( Klara skydds- och arbetarförening), «женских вечерних курсов» ( Aftonkursen för fruntimmer) и госпиталя для больных детей Eugeniahemmet, основанного принцессой Евгенией Шведской. Лимнелл также финансировала первый в Швеции журнал для женщин Tidskrift för Hemmet, который выпускали феминистки Софи Адлерспаре и Розали Оливекруна. Благодаря своим обширным связям и влиянию она смогла помочь многим активистам в этих областях.